# Lucette van den Berg
Lucette van den Berg (17 juni 1969) is een Nederlandse zangeres. Ze werkt als zangcoach en leider van Jiddische liedworkshops.

## Biografie
Van den Berg studeerde zang aan het Conservatorium te Zwolle en werd na haar examen gecoacht door Cora Canne Meyer en Kevin Smith. Na een jarenlange carrière in de klassieke muziek gooide ze in 2004 het roer radicaal om en besloot ze zich toe te leggen op de Jiddische muziek. In 2004 nam zij haar debuut-CD Zing shtil/yiddish songs op. In datzelfde jaar ontmoette Van den Berg de Jiddische schrijfster en componiste Beyle Schaechter-Gottesman, van wie zij een 16-tal nieuwe, nog niet eerder gezongen composities ontving.
In de afgelopen jaren heeft Van den Berg regelmatig opgetreden met haar vertolking van het Jiddische lied, dat zij beschouwt als haar 'roots'. Ze is veelvuldig te zien op festivals en in concertzalen, waaronder het Concertgebouw in Amsterdam, in de Verenigde Staten (New York) en in Duitsland. Zowel de KRO, de AVRO als de WDR hebben radio-opnamen van haar optredens gemaakt. Inmiddels zijn er drie CD's van haar verschenen. In 2019 toerde ze met een intiem solo-programma langs diverse theaters. In 2022 bracht ze met Annedee Jaeger een album uit met sefardische muziek onder de naam Duo La Serena.
Van den Berg combineert haar klassieke achtergrond met de kleuren van de balkan muziek. Hierdoor ontstaat een nieuwe muziekvorm, die het midden houdt tussen wereldmuziek en 'art-song'. Ze is sinds 2008 artistiek leider van Yiddish Waves festival, een festival dat 1 keer in de twee jaar wordt georganiseerd in Leeuwarden en de Jiddische taal en cultuur belicht.

## Discografie
- zing shtil/ yiddish songs - Syncoop 2005
- lomir geyn tantsn - Syncoop 2005
- Friling - Syncoop 2007, waarop de 16 nieuwe composities van Schaechter-Gottesman staan.
- Yesoymim - JFL 2008
- Benkshaft - Dot time records 2012